# Коздра, Владислав
Владислав Коздра (пол. Władysław Kozdra; 1 января 1920, Высока-Стшижовска, Львовское воеводство, Вторая Речь Посполитая — 12 сентября 1986, Кошалин, ПНР) — польский коммунистический политик, член ЦК ПОРП первый секретарь Люблинского и Кошалинского воеводских комитетов, заместитель министра лесного хозяйства и деревообрабатывающей промышленности ПНР. Проводил ортодоксальный политический курс. Отстранён от должности и исключён из ПОРП за крупное хищение.

## Из ППС в ПОРП
Родился в крестьянской семье из гмины Стшижув. С подросткового возраста работал каменщиком на стройке, на кирпичном заводе, обучился слесарному делу. Проникся левыми взглядами, с 1937 до начала Второй мировой войны состоял в ППС. Во время нацистской оккупации воевал в Гвардии Людовой и Армии Людовой. В 1943 вступил в компартию ППР, с 1948 — ПОРП.
В 1944—1945 Владислав Коздра — первый секретарь Стшижувского гминного комитета ППР. В 1945—1947 — первый секретарь Жешувского повятского комитета. В 1948 — секретарь по оргструктуре Жешувского воеводского комитета ПОРП. С 1949 по 1951 прошёл обучение в Партийной школе при ЦК ПОРП. С 1951 — функционер аппарата ЦК ПОРП, занимал должность заместителя заведующего сельскохозяйственным отделом. В 1956—1971 — первый секретарь Люблинского воеводского комитета ПОРП. С 1959 — член ЦК ПОРП. В 1956—1972 и 1976—1985 — депутат сейма ПНР.

## В политическом противоборстве

### При Гомулке
Изначально Владислав Коздра придерживался ортодоксально-сталинистской линии, характерной для правления Болеслава Берута. До конца своей политической карьеры он рассматривался как типичный представитель «партийного бетона». Однако в 1956 Коздра принял «гомулковскую оттепель», что позволило сохранить позиции в партаппарате. Во внутрипартийном противоборстве поддерживал сталинистскую фракцию «натолинцев» и национал-коммунистическую фракцию «партизан». Был противником члена Политбюро ЦК ПОРП Романа Замбровского, который ассоциировался с еврейским влиянием в партии. В 1961 Коздра критиковал Замбровского в беседе с советским послом Петром Абрасимовым.
В ходе политического кризиса 1968 Владислав Коздра включился в антисемитскую кампанию, но точно зафиксировал момент торможения: получив сигнал от секретаря ЦК Зенона Клишко, он заявил, что «польский национализм опаснее сионизма».
Жёсткую партийно-номенклатурную позицию занял Коздра во время рабочих протестов 1970—1971. Забастовщиков Балтийского побережья он назвал «отбросами общества». В Люблине декабря 1970 не было крупных волнений, но воеводский комитет ПОРП пребывал в большой нервозности. Служба безопасности информировала о распространении листовок, настенных надписей, призывов провести митинг 20 декабря, «бастовать и сражаться», свергать ПОРП и правительство, освободить Польшу от советской оккупации, о выкриках типа «уничтожим красную буржуазию!» Были профилактированы 227 человек, задержаны 48 «политических враждебных» и 133 «уголовных элемента». 117 объектов по воеводству взяты под военную охрану, в помощь милиции и ЗОМО мобилизованы 10 тысяч партийных активистов и формирования ОРМО. Воеводский комитет организовал на люблинских заводах собрания и резолюции против «бандитской и анархистской нечисти». При этом Коздра выражал разочарование и раздражение пассивностью членов партии.

### При Гереке
События 1970—1971 привели к отставке партийного руководства. Владислава Гомулку на посту первого секретаря ЦК ПОРП сменил Эдвард Герек. Владислав Коздра был перемещён с партийного поста в Люблине на должность заместителя министра лесного хозяйства и деревообрабатывающей промышленности — что являлось явным понижением. Однако уже в 1972 Коздра вернулся в партаппарат и занял пост первого секретаря Кошалинского воеводского комитета ПОРП. Наблюдатели расценили возвращение «гомулковского кадра» как свидетельство ещё не окрепших позиций Герека. 
Постепенно Коздра сумел наладить контакт с самим Гереком и в его близком окружении. Например, ему удавалось неформально решать вопросы о снабжении своего региона углём, в частном порядке обращаясь к Здзиславу Грудзеню - «как Владек к Здзиславу»
Владислав Коздра сформировал неформальный круг влияния, в который входили, в частности, первый секретарь Слупского воеводского комитета ПОРП Станислав Мах, Кошалинский вице-воевода и Слупский воевода Ян Стемпень, член Госсовета ПНР Винсенты Краско. Местом неформальных контактов являлся охотничий домик Коздры в торфо-болотном заповеднике Яневицке близ города Славно. Эта местность в обиходе именовалась «Kozdrówka» (хотя сам Коздра бывал там нечасто).

## Отставка
Карьера Владислава Коздры прервалась в 1980. Он враждебно воспринял забастовочное движение и создание независимого профсоюза Солидарность. Стоял на позициях ортодоксального «бетона». В то же время Коздра попытался отмежеваться от поверженного Герека и резко критиковал его. Если в январе 1980 он цветисто благодарил первого секретаря ЦК за поздравление с днём рождения, то в октябре того же года заявлял, что давно и резко критиковал Герека и даже вызывал у него страх своей бескомпромиссной принципиальностью.
По результатам проверки Верховной контрольной палаты он был обвинён в хищениях на общую сумму 750 тысяч злотых. После чего снят с секретарского поста и на IX съезде ПОРП в июле 1981 выведен из состава ЦК. Воеводская организация исключила Коздру из ПОРП. Центральная комиссия партконтроля сняла обвинения и отменила исключение, но в политику Коздра уже не вернулся. В противостоянии ПОРП с профсоюзом Солидарность участия не принимал.
Скончался Владислав Коздра в возрасте 66 лет. Его политическая биография рассматривается как по-своему типичная для коммунистической элиты ПНР.
Брат Владислава Коздры Юзеф Коздра был генералом гражданской милиции, Быдгощским воеводским комендантом в 1975—1990, активным участником Быдгощской провокации.